# Ку-система
Ку (от фр. coup – „удар“, „точно попадение“) във военното дело на индианците от Равнините и съседните територии е докосване на тялото на врага с ръка или някакъв предмет, което е символ на храброст и войнска доблест.
В по-широк смисъл, ку може да се използва за обозначаване на всяко военно достижение, напр. за отнемане на оръжие или отвличане на коне от врага.
Основната проява на доблест за индианците от равнините била докосването или удрянето на врага без той да бъде наранен. Това можело да стане с ръка или със специален ку-жезъл (наричан още „жезъл за подвизи“), с края на лъка, копието или с камшика.

### Правила за отброяване на ку
Отбелязването на ку почивало на строга йерархия, която имала различия при отделните племена.
Нанасянето на първия ку се смятало за най-високо в тази йерархия. Отброявали се първите три кута (при шайените) или първите четири (при лакота, чернокраки, арапахо и др.) върху жив или мъртъв неприятел. Ку се нанасял върху представители на всеки член на вражеско племе, без значение дали това е мъж, жена ли дете.
Ку се отбелязвали и върху опасни животни, напр. мечка гризли.